# François Béranger
Ne pas confondre avec l'architecte François Bérenger.
Pour les articles homonymes, voir Béranger.
François Marie Béranger, né le 28 août 1937 à Amilly (Loiret) et mort le 14 octobre 2003 à Sauve (Gard), est un auteur-compositeur-interprète libertaire français, qui connaît une forte notoriété dans les années 1970.

## Biographie
Le père de François, André Béranger, est tourneur, militant syndicaliste CFTC aux usines Renault puis député MRP de la Nièvre de 1946 à 1951, et sa mère, Jeanne Sauvegrain, est couturière à domicile à Suresnes.
François Béranger interrompt des études classiques à 16 ans, en 1953, et entre chez Renault à Boulogne-Billancourt (Hauts-de-Seine), qu'il quitte pour s'engager dans une troupe de théâtre amateur itinérante, la Roulotte, entre 1954 et 1958.
Après avoir été appelé pendant la Guerre d'Algérie, en 1958-1960, affecté aux transmissions, il revient brièvement aux usines Renault, puis travaille à l'ORTF, comme régisseur et réalisateur principalement, avant de se lancer dans la chanson.
Avec son épouse, Martine, ils sont parents d'Emmanuelle et de Stéphane.
Il se fait connaître au début des années 1970 lors du renouveau de la chanson française, imprégnée de folk, portée par des thèmes contestataires, aux côtés notamment de Dick Annegarn, Catherine Ribeiro, Mama Béa, de l'occitan Joan-Pau Verdier.
Des chansons comme Tranche de vie, L'alternative, Rachel, Participe présent l'imposent comme une des voix militantes de cette époque. Il participe à la musique du film de Gébé et Jacques Doillon, L'An 01, dans lequel il fait d'ailleurs une apparition.
Peu de temps avant sa mort, François Béranger enregistre un album consacré au répertoire du chanteur québécois Félix Leclerc (le disque est publié après sa mort). Il se produit pour la dernière fois à Paris en septembre 2002 au Limonaire. Sa toute dernière apparition sur scène a lieu à la Cigale, à l'occasion d'un concert de Sanseverino. Ce dernier, qui avait enregistré et joué Le Tango de l'ennui, l'avait invité sur scène à le chanter.
Il meurt des suites d'un cancer à son domicile, à 66 ans.
Le 17 octobre 2003, après des obsèques à la paroisse Saint-François de Montpellier, il est inhumé au cimetière du Champ Juvénal de Castelnau-le-Lez dans le caveau familial.

## Discographie

### Vinyle
| Année | Disque                               | Chansons | Label discographique | Édition CD                      |
| ----- | ------------------------------------ | --- | -------------------- | ------------------------------- |
| 1970  | Tranche de Vie                       | - Une ville - Y'a dix ans - À la goutte d'or - Le téléphone - Tranche de vie - Natacha - Dis-moi oui - Chanson bleue - Brésils - Plus je me pose de questions                                                                | CBS                  | Futur Acoustic - juin 2003      |
| 1971  | Ça doit être bien...                 | - Ça doit être bien - Le monument aux oiseaux - L'amour minéral - Chanson d'amour - Ma fleur - La tite toune - L'ancien chemin de fer - La fête du temps - Madrigal - Choral - Nao - Je pourrais dire                        | CBS                  | Futur Acoustic - novembre 2007  |
| 1973  | La Chaise                            | - Rachel - La fille que j'aime - Tango de l'ennui - Le vieux - Chanson à danser - Nous sommes un cas - Le balayeur d'Amérique - Gigue de la Reine - Manifeste                                                                | l'Escargot           |                                 |
| 1974  | Le monde bouge                       | - Le monde bouge - Prisons - Les jours sont courts - Elle voyage - Le vieux rêve - Département 26 - Comme un chromo - Magouille blues - Twist des clés                                                                       | l'Escargot           |                                 |
| 1975  | L'alternative                        | - L'alternative - Tous ces mots terribles - Sous les pavés - Y'a qu'la foi qui sauve - Amours envolées - Paris-Lumière (Salut tout le monde & Paris-Lumière)                                                                 | l'Escargot           | Futur Acoustic - septembre 1999 |
| 1977  | En public (double album)             | - Chanson à danser - Gigue de la Reine - Une ville - Présentation des musiciens - Le monument aux oiseaux - Natacha - La fille que j'aime - Le vieux - Les oiseaux mécaniques - Tranche de vie - Magouille blues - Manifeste | l'Escargot           | Futur Acoustic - septembre 2005 |
| 1978  | Participe présent                    | - Difficile à dire - Derrière ses valises - Qui est responsable ? - Ma fleur - Avril 78 - Blues parlé du syndicat - Participe présent - Rêve ancien no 2                                                                     | l'Escargot           | Futur Acoustic - septembre 1999 |
| 1979  | Joue pas avec mes nerfs              | - Chansons marrantes - Mamadou m'a dit - Je ne veux plus le savoir - Joue pas avec mes nerfs - Pour ma grand-mère - Tous ces milliers de kilomètres - À force                                                                | l'Escargot           | Futur Acoustic - novembre 2007  |
| 1980  | Article sans suite                   | - A consommer jamais - Canal 19 - Au point de sang - Y'a plus d'papier - Le disque dort - Article sans suite | l'Escargot           | Futur Acoustic - novembre 2007  |
| 1982  | Da Capo                              | - Da capo - Le messager - Ma maison - Au paradis perdu - Changement - Train corail - Allemagne sœur blafarde - Dans les arbres                                                                                               | l'Escargot           | Futur Acoustic - novembre 2007  |
| 1984  | Tout le monde s'aime (maxi 45 tours) | - Tout le monde s'aime - Tout le monde s'aime (instrumental) | RCA                  |                                 |
| 1989  | Dure-mère                            | - Afrikaan air - Parcours de nuit - Celtic calypso - Amour prison - L'internationale - Dure-mère - Chanson folklo - Y'a un malaise - Après la bataille - Mon 18 980ème                                                       | Justine              | 1989 - Justine                  |

### CD
- Béranger 1992, Futur Acoustic
- En avant ! 1997, Futur Acoustic
- En public 98 1999, Futur Acoustic
- Profiter du temps 2002, Futur Acoustic
- 19 chansons de Félix chantées par Béranger 2003, Futur Acoustic
- Le vrai changement 3 CD + 1 DVD 2004, Futur Acoustic
- François Béranger intégral 1974-1980 4 CD édition numérotée 1-300, DailleMont

### Par d'autres
- Album Si on chantait Béranger - Olivier Trévidy, Libertaires Productions, 2007.
- Compilation hommage à Béranger Tous ces mots terribles avec Mell, Thiéfaine, Tryo, Loïc Lantoine, Marcel et son Orchestre, Michel Bühler, Raoul Petite, La Rue Kétanou, Sanseverino, Tony Truant, Yves Jamait, Les Blaireaux, Jeanne Cherhal, Gérard Blanchard, Edgard Ravahatra, Emmanuelle Béranger. L'autre distribution, 2008.
- Album Mon Béranger - Éric Frasiak (2014)
- Album The Beber Project Vol. 1 de Stéphane Sanseverino (2019) (Les éditions du Narvalo)
- Album Joue pas avec mes nerfs. Hommage à François Béranger (Vol. 2) de Stéphane Sanseverino (2023) (Les éditions du Narvalo)

## Hommages
Une place du 20e arrondissement de Paris porte le nom place François-Béranger depuis juin 2025.